# 後藤康夫
後藤 康夫（ごとう やすお、1933年（昭和8年）6月30日 - 2007年（平成19年）9月9日）は、日本の農水官僚。農林水産事務次官。従三位瑞宝大綬章。東京都出身。

## 略歴
- 1956年（昭和31年） 東京大学経済学部卒業
- 農林省入省
- 1971年（昭和46年）5月4日 農林省大臣官房調査官
- 1971年（昭和46年）7月16日 食糧庁総務部調査官
- 1972年（昭和47年）3月16日 農林省農林経済局国際部国際企画課長
- 1972年（昭和47年）9月16日 農林省農林経済局国際部国際経済課長
- 1974年（昭和49年）6月8日 農林省大臣官房参事官併任農林経済局
- 1974年（昭和49年）7月27日 内閣官房内閣審議室内閣審議官兼内閣総理大臣官房参事官
- 1975年（昭和50年）9月13日 福岡県農政部長
- 1978年（昭和53年）1月14日 林野庁林政部林政課長
- 1978年（昭和53年）7月5日 農林水産省大臣官房付
- 1978年（昭和53年）7月20日 農林水産省大臣官房秘書課長
- 1981年（昭和56年）7月21日 林野庁林政部長
- 1983年（昭和58年）7月22日 林野庁次長
- 1984年（昭和59年）7月6日 農林水産省経済局長
- 1986年（昭和61年）6月10日 食糧庁長官
- 1988年（昭和63年）1月12日 農林水産事務次官
- 1989年（平成元年）7月11日 退官
- 1990年（平成2年）6月1日 農林漁業信用基金理事長
- 1990年（平成2年）10月1日 農林漁業信用基金理事長（再任）
- 1992年（平成4年）7月24日 同依願退任
- 1992年（平成4年）7月25日 農林漁業金融公庫総裁
- 1993年（平成5年）4月1日 農林漁業金融公庫総裁（再任）
- 1995年（平成7年）10月10日 同依願退任
- 1995年（平成7年）10月11日 日本銀行政策委員会委員
- 2000年（平成12年） 日本農業研究所理事長
- 2003年（平成15年）11月3日 瑞宝大綬章受章[1]
- 2007年（平成19年）9月9日 死去。叙従三位

## 著書
- 『現代農政の証言――書いたこと話したこと』（農林統計協会、2006年）